# Вонга (Ленінградська область)
Вонга (рос. Вонга) — селище у Волховському районі Ленінградської області Російської Федерації.
Населення становить 6 осіб. Належить до муніципального утворення Паське сільське поселення.

## Історія
Згідно із законом № 56-оз від 6 вересня 2004 року належить до муніципального утворення Паське сільське поселення.

## Населення
| 2007 | 2010 | 2012 | 2017 |
| ---- | ---- | ---- | ---- |
| 7    | ↘5   | ↗7   | ↘6   |